# Episodi di The Tomorrow People (sesta stagione)
La sesta stagione di The Tomorrow People è andata in onda nel Regno Unito sul canale ITV dal 15 maggio al 26 giugno 1978.
In Italia la serie è inedita.
| nº | Titolo originale                           | Titolo italiano | Prima TV USA   | Prima TV Italia |
| -- | ------------------------------------------ | --------------- | -------------- | --------------- |
| 1  | The Lost Gods: Flight of Fancy             |                 | 15 maggio 1978 | Inedito         |
| 2  | The Lost Gods: Life Before Death           |                 | 22 maggio 1978 | Inedito         |
| 3  | Hitler's Last Secret: Men Like Rats        |                 | 5 giugno 1978  | Inedito         |
| 4  | Hitler's Last Secret: Seeds of Destruction |                 | 12 giugno 1978 | Inedito         |
| 5  | The Thargon Menace: Unexpected Guests      |                 | 19 giugno 1978 | Inedito         |
| 6  | The Thargon Menace: Playing With Fire      |                 | 26 giugno 1978 | Inedito         |